# Ígor Ivanov (escaquista)
Ígor Vasílievitx Ivanov (8 de gener de 1947 – 17 de novembre de 2005), fou un concertista de piano i un Gran Mestre d'escacs rus, que va jugar sota bandera soviètica, i posteriorment canadenca.

## Primers anys
Ivanov va néixer el 1947 a Leningrad, URSS, i va aprendre a jugar als escacs als cinc anys. De jove, va estudiar música intensament, i es va especialitzar en piano, instrument per al qual va demostrar un innegable talent. Va quedar orfe als catorze anys, en morir la seva mare, qui havia desitjat que esdevingués concertista de piano. Ivanov, però, va decidir de concentrar-se en els escacs. Va estudiar matemàtiques a la Universitat Estatal de Leningrad, però va abandonar abans de graduar-se. Fou membre del Club d'esports de l'Exèrcit, per al qual va entrenar jugadors d'escacs, mentre es dedicava intensament a competir. Durant alguns anys, des de començaments fins a mitjan des 1970, formà part del nombrosíssim grup de mestres soviètics que estaven només un esglaó per sota del nivell internacional. Ivanov es va classificar per la Primera Lliga del Campionat soviètic de 1975; aquesta competició, amb diversos GMs classificats, era en aquell moment un gran pas per assolir el màxim nivell en escacs.
Ivanov va tenir l'oportunitat de representar l'RSS de l'Uzbekistan, i esdevenir-hi escaquista professional. Va assolir a continuació diverses victòries en forts torneigs soviètics, com ara a Vladivostok 1978, Iaroslavl 1979, i Aşgabat 1979. Empatà al primer lloc amb Garri Kaspàrov (futur Campió del món), al Campionat soviètic Otborochnii (torneig classificatori) de Daugavpils, Letònia, el 1978, tot i que pels 64 jugadors, només hi havia una plaça classificatòria per la Primera Lliga, i en Kaspàrov el vencé en el desempat. Ivanov, però, es classificà per la Primera Lliga el 1979.
Va esdevenir famós internacionalment a les darreries de 1979, quan va guanyar el Campió del món d'escacs Anatoli Kàrpov en una magnífica partida de l'Espartaquiada soviètica per equips. Això li va permetre guanyar-se el privilegi de poder fer el seu primer viatge internacional, quelcom molt difícil d'obtenir pels soviètics durant aquells anys.

## Deserció al Canadà
El 1980, va fer-se famós per desertar d'una manera dramàtica. Fou enviat com a membre d'una delegació soviètica al torneig d'escacs Memorial Capablanca que se celebrava a l'Havana, Cuba. Malgrat que se suposava que el vol de tornada havia de ser directe a Moscou, l'avió, d'una companyia txecoslovaca, va haver de fer un aterratge no previst per omplir el dipòsit de carburant a Gander, (Terranova), Canadà. Ivanov, veient la seva oportunitat, va sortir corrents de l'avió, portant només la roba que duia a sobre, i el seu tauler d'escacs de butxaca, mentre era perseguit pels agents del KGB. Ivanov va aconseguir asil polític al Canadà. En aquell moment, no tenia títol escaquístic, i tenia un Elo baix, de 2430, però aviat va poder demostrar que era molt millor jugador que això.

## Nova estrella canadenca
Ivanov es va establir a Montreal, i hi va guanyar el Campionat d'escacs del Canadà de 1981, que era alhora un torneig Zonal. Va obtenir-hi el títol de Mestre Internacional, i es va classificar per al cicle pel Campionat del món de l'any següent. Ivanov va guanyar el Campionat del Canadà quatre cops en total, incloses tres edicions seguides en el període 1985-87. A més a més, va guanyar el Campionat obert del Canadà tres cops, els anys 1981, 1984, i 1985. En el famós matx de Merano (Campionat del món de 1981), fou el segon de l'aspirant i també desertor de l'URSS, Víktor Kortxnoi.
A l'Interzonal de Toluca de 1982, Ivanov va quedar-se a un pas d'esdevenir Candidat, acabant en quarta posició. Més tard el mateix any, va representar el Canadà al primer tauler a l'Olimpíada de Luzerna, on hi va derrotar els Grans Mestres d'elit Jan Timman i Anthony Miles. També va jugar representant el Canadà a l'Olimpíada de Salònica de 1988. Tot i que era clarament un jugador amb força de GM, no va rebre el títol fins al darrer any de la seva vida, el 2005. Aquest retard va ser degut principalment a qüestions de còmput de resultats, i al fet que la Federació Soviètica es negà sempre a reconèixer els seus èxits anteriors a la seva deserció.
Mentre va ser ciutadà canadenc, Ivanov vivia la major part del temps als Estats Units, on participava en els torneig Grand Prix anomenats "Circuit Church's Chicken" a començaments dels 1980. Va viatjar arreu dels EUA principalment en autobus, jugant en torneigs petits i mitjans pràcticament cada cap de setmana, i guanyant-ne molts, així com alguns torneigs americans de més volada. Va guanyar nou primers premis, habitualment de 10.000 $, per més punts en un any en el Grand Prix de la USCF, i fou un dels més actius escaquistes del país. Ivanov residia a Utah amb la seva muller Elizabeth, una professora retirada que anteriorment havia estat una destacada escaquista femenina. Ivanov va guanyar l'Obert de Utah i el Campionat de Utah cada vegada que hi va participar, i va entrenar personalment molts dels millors jugadors de Utah, inclòs el prodigi dels escacs Kayden William Troff, un dels millors jugadors de l'estat per edats. Ivanov obtingué finalment el títol de GM el 2005.
Se li va diagnosticar un càncer el març de 2005, i la Professional Players' Health and Benefit Fund de la Federació d'escacs dels Estats Units li va donar suport financer per fer quimioteràpia. L'agost de 2005, tres mesos abans de la seva mort, va empatar a la vuitena plaça al Campionat obert dels Estats Units a Phoenix (Arizona), on hi participaven molts dels millors jugadors del país.
Ivanov va morir el 17 de novembre de 2005 a St. George (Utah). El seu darrer torneig fou l'Obert de Utah, el 29 d'octubre de 2005, només tres setmanes abans de la seva mort, i hi acabà empatat al primer lloc.

## Estil de joc
Ivanov tenia un estil de joc molt imaginatiu, mostrant una increïble intuïció i gran capacitat de càlcul. Era tant un perillós tàctic com un profund estrateg. Tenia un extens repertori d'obertures, especialment amb blanques, color amb el qual assajava tant obertures obertes com obertures tancades amb virtuosisme. Les millors partides d'Ivanov tenen reminiscències de l'estil de joc de l'excampió del món d'escacs Borís Spasski i de l'ex aspirant al títol David Bronstein.

## Partides notables
- Igor Ivanov vs Vladimir Bagirov, Classificació per al Campionat de l'URSS, Cheliabinsk 1975, gambit de dama refusat (D30), 1-0. En una aguda batalla tàctica, Ivanov mostra el seu talent per derrotar un experimentat Gran Mestre.
- Igor Ivanov vs Anatoli Kàrpov, Espartaquiada de l'URSS 1979, defensa siciliana, variant Kan (B43), 1-0; L'encara desconegut Ivanov derrota el Campió del món en una aguda partida en què va desplegar un joc virtualment perfecte.
- Kevin Spraggett vs Igor Ivanov, Quebec Open, Montreal 1980, defensa Nimzoíndia, variant Rubinstein (E41), 0-1. Després de la seva deserció, Ivanov, ja establert a Montreal, fa notar la seva presència amb una gran i immediata victòria contra un dels millors jugadors del Canadà.
- Igor Ivanov vs Eugenio Torre, Interzonal de Toluca 1982, gambit de dama refusat, defensa eslava (D14), 1-0. Lluny de ser superat per l'excelsa companyia, Ivanov dona un cop de puny a la taula per avançar un pas cap als Candidats, en vèncer havia de jugar el cicle de Candidats.
- Igor Ivanov vs Jan Timman, Olimpíada de Lucerna 1982, obertura anglesa, variant simètrica (A35), 1-0. Ivanov treu del tauler un dels millors jugadors del món amb un dibuix posicional.
- Igor Ivanov vs Anthony Miles, Olimpíada de Lucerna 1982, obertura anglesa, variant simètrica (A30), 1-0. El millor jugador anglès és derrotat i completament sobrepassat a causa d'un molt profund sacrifici de peó per trencar la coordinació de les negres, seguit per un sacrifici d'alfil amb un remat brillant.
- Maxim Dlugy vs Igor Ivanov, Las Vegas 1994, defensa moderna, variant Averbakh (A42), 0-1. Ivanov derrota ràpidament un altre GM soviètic emigrat.
- Pavel Blatny vs Igor Ivanov, U.S. Open, Reno 1999, obertura Réti (A05), 0-1. Una partida tranquil·la que deriva gradualment en una batalla tàctica en la qual Ivanov veu més lluny.